# Geophagus pellegrini
Geophagus pellegrini är en fiskart som beskrevs av Regan 1912. Geophagus pellegrini ingår i släktet Geophagus och familjen Cichlidae. Inga underarter finns listade i Catalogue of Life.